# Dottore (Star Trek)
Il Dottore, o MOE Mark 1, è un personaggio immaginario dell'universo fantascientifico di Star Trek. Interpretato dall'attore Robert Picardo, appare nelle serie televisive Star Trek: Voyager e Star Trek: Deep Space Nine, nel film Primo contatto e in altre opere del franchise, compresi videogiochi e romanzi.
Il Dottore è un sofisticato programma informatico che simula un medico (medico olografico d'emergenza o MOE di TIPO 1) a bordo della nave stellare USS Voyager NCC-74656 e che diviene in breve tempo senziente.

## Storia del personaggio

### Star Trek: Voyager
Il Dottore viene attivato sulla USS Voyager nel 2370, dopo la morte dell'ufficiale medico di bordo e rimane attivo per tutte le sette stagioni del telefilm, durante le quali la Voyager cerca di tornare sulla Terra.
All'inizio delle serie il Dottore viene indicato come un programma di emergenza, da utilizzare solo in caso di temporanea inabilità dell'ufficiale medico, ma durante la prima puntata l'intera squadra medica della Voyager muore e quindi il capitano Kathryn Janeway si vede costretta a rendere la qualifica del medico olografico da temporanea a definitiva.
La sua matrice olografica contiene tutta la conoscenza medica della flotta stellare, il che lo rende molto esperto sulle diverse fisiologie, anatomie, pratiche chirurgiche e patologie di tutto il Quadrante Alfa. Poiché tuttavia la Voyager si trova nel Quadrante Delta, dove vivono specie a lui sconosciute, impara a conoscere la fisiologia aliena un poco alla volta quando gli è possibile, adattando i suoi sottoprogrammi e immagazzinando sempre più dati.
Il Dottore si presenta subito come un personaggio freddo, meticoloso, indubbiamente intelligente e al di sopra della media, sebbene sia per contro estremamente saccente, pedante, superbo e presuntuoso, risultando quindi antipatico. Benché si senta superiore intellettualmente, viene all'inizio trattato da tutti alla stregua di un dispositivo tecnologico, venendo continuamente attivato e poi disattivato quando la sua presenza non è richiesta, cosa che lo fa infuriare fin da subito. Sulle prime il capitano pensa persino di disattivarlo per risparmiare energia, e gli ordina di istruire il suo sostituto "umano", ovvero il tenente Paris. Lo stesso Tom Paris, che preferisce stare in plancia e pilotare la nave, non è entusiasta di assisterlo e di imparare da lui. La prima a sviluppare contatto empatico con lui è la giovane Kes, che sarà per le prime stagioni sua assistente in infermeria e sarà colei che lo spingerà ad andare oltre la sua programmazione originaria, per sviluppare una propria personalità.
Complice il suo carattere spigoloso, tutti sulla Voyager dimostrano dapprima un rapporto conflittuale e molto distaccato con il medico, ma in seguito l'atteggiamento generale cambia e il Dottore viene considerato un essere senziente e un membro effettivo dell'equipaggio, divenendo un amico per alcuni. Quest'apertura mentale non è condivisa da tutte le specie aliene incontrate dalla Voyager, molte delle quali faticano a riconoscergli lo status di essere senziente. Durante la serie vengono spesso trattati i temi delicati derivanti dall'avere come membro dell'equipaggio una forma artificiale che appare dotata di sentimenti ed emozioni. 
Nei primi episodi, a ogni attivazione il Dottore appare ripetendo meccanicamente la frase: "Specificare la natura dell'emergenza medica". Questa frase, facente parte della sua programmazione di base, col tempo verrà pronunciata meno frequentemente dal Dottore stesso, che ormai la formula più per abitudine come fosse una sorta di "saluto".  
Durante lo svolgersi delle sette stagioni, il Dottore evolve gradualmente e ammorbidisce molto il suo modo di trattare i pazienti, riuscendo a essere cordiale, spiritoso e sarcastico. La sua ambizione e le nuove conoscenze acquisite sul campo lo portano a fare ricerche mediche con risultati molto soddisfacenti. Il Dottore è sempre orgoglioso di ogni suo successo, sebbene lo enfatizzi eccessivamente per una malcelata vanità. Oltre a questo acquisisce aspirazioni, emozioni e sentimenti umani. Sviluppa delle relazioni personali con molti membri dell'equipaggio e cerca di migliorare la propria programmazione originaria, aggiungendovi sottoprogrammi emozionali e anche capacità artistiche. Diventa un cultore dell'opera (interpretando solo famosi brani italiani) oltre che un discreto cantante lirico.
Nella terza stagione al Dottore viene fornito un emettitore olografico mobile, dispositivo (proveniente dal futuro) che gli permette di spostarsi lungo tutta l'astronave e non soltanto nell'infermeria o nel ponte ologrammi, o anche di sbarcare dalla Voyager. Questo gli conferisce un ruolo più dinamico e sempre più presente in tutte le avventure. Successivamente aggiunge alla sua programmazione originaria il modulo COE (capitano olografico d'emergenza) per poter sostituire gli ufficiali di comando in caso di loro mancanza temporanea dall'astronave, come effettivamente succede in alcune occasioni.
La programmazione del Dottore evolve fino al punto di provare dei sentimenti per Sette di Nove, ma visto che costei non lo ricambia, decide di desistere.
Nell'episodio In un batter d'occhio il Dottore scende su un pianeta dove la vita scorre molto rapidamente. Rimane sul pianeta per un tempo di tre anni (riferito al tempo locale) e durante quel periodo riesce ad avere un figlio di nome Jason Tabreez.
Tra la quinta e la settima stagione, con la Voyager sempre più vicina al quadrante Alfa, il Dottore farà in alcune occasioni da tramite per permettere di riavere contatti, dopo anni, con la Flotta stellare, essendo l'unico in grado di "viaggiare" così velocemente come flusso di dati compresso. 

### Primo contatto
Il personaggio del Dottore appare in un cameo nel film Primo contatto. Quando la dottoressa Beverly Crusher si ritrova con l'infermeria sotto attacco dei Borg decide di attivare il medico olografico d'emergenza per distrarre i Borg e guadagnare tempo per poter fuggire. Il Dottore in quel caso dice alla dottoressa Crusher "Sono un dottore, non un portinaio", con un chiaro riferimento alla classica frase del dottor McCoy in Il mostro dell'oscurità (The Devil in the Dark) "Sono un dottore, non un muratore!" e ad altre frasi simili pronunciate dallo stesso McCoy in altri episodi della medesima serie.

### Prodigy
Il Dottore, doppiato da Robert Picardo, è protagonista della seconda stagione della serie animata in computer grafica Star Trek: Prodigy, dove è ancora l'ufficiale medico di Kathryn Janeway, ora viceammiraglio e ufficiale a comando della USS Voyager A.

## Fisiologia del personaggio
Il Dottore è tecnicamente un ologramma, ovvero una proiezione fotonica; è costituito da una sua matrice olografica, indispensabile come banca dati per assimilare conoscenze e tenere in memoria gli archivi medici della Flotta Stellare, e funziona grazie a emettitori olografici che gli permettono non solo di essere proiettato ma anche di maneggiare strumenti e interagire con l'ambiente esterno come se fosse una persona fisica (all'occorrenza può tuttavia rendersi incorporeo modificando i suoi parametri). Creato dal dottor Lewis Zimmerman a sua immagine e somiglianza, ha di conseguenza  (almeno inizialmente) il medesimo carattere scorbutico, irascibile, egocentrico e poco cordiale, ovvero l'antitesi di un buon medico, da cui si aspetta un comportamento calmo e rassicurante.  
All'inizio della serie la Voyager è la prima nave stellare ad avere incorporato l'MOE fin dalla costruzione ed è infatti la prima ad attivarlo sul campo. Mentre la Voyager è dispersa nel Quadrante Delta, il programma MOE viene successivamente installato su tutte le astronavi della Flotta Stellare, ma in breve ritenuto troppo brusco con i pazienti e con difficoltà relazionali con l'equipaggio. Di conseguenza viene sostituito da un modello superiore, l'MOE di Tipo 2, un programma impostato su una nuova matrice olografica che rappresenta un medico più giovane e decisamente più zelante, anche se con meno carattere, anch'esso poi sostituito dalle versioni più aggiornate, gli MOE di Tipo 3 e Tipo 4. Tutti gli MOE di Tipo 1 vengono ritirati dal servizio medico e destinati a lavori di fatica, come ripulire i condotti del plasma, occuparsi delle chiatte di rifiuti spaziali o il lavoro in miniera.

## Nome
Un tema ricorrente nella vita del Dottore è l'assenza di un nome proprio. La Flotta Stellare non gli ha assegnato alcun nome e così all'inizio il Dottore dice di non volerne uno fino all'episodio La cruna dell'ago (Eye of the Needle, 1995), quando chiede che gli venga dato un nome. In seguito adotta una serie di nomi come: Schweitzer (da Albert Schweitzer); Shmullus, datogli dalla dottoressa Vidiana Denara Pel; Kenneth, per la famiglia olografica che si crea; Jones e numerosi altri. I suoi amici gli suggeriscono il nome dei celebri terrestri Galeno e Spock (da Benjamin Spock).
I sottotitoli dei dialoghi dei primi episodi e il primo materiale promozionale si riferiscono a lui come dottor Zimmerman, dal suo creatore, Lewis Zimmerman, e così fa anche il capitano Kathryn Janeway. 
Nell'episodio Prima e Dopo della terza stagione, in una timeline alternativa vissuta a ritroso da Kes,  il Dottore è rimasto disattivo e malfunzionante per un anno durante la battaglia con i Kruniri e successivamente è stato riparato. In questa linea temporale il Dottore non è più calvo, ha una nuova divisa ed ha scelto di chiamarsi Van Gogh.
Nelle successive stagioni l'equipaggio della Voyager fa riferimento al Dottore come “Il Dottore” e si rivolge a lui chiamandolo Dottore o Doc, a che lui risponde senza preoccuparsene, mentre il problema del suo nome scompare nel corso della serie. Ad ogni modo, nel doppio episodio finale della serie si apprende che in una timeline futura alternativa, il Dottore ha alla fine scelto di chiamarsi Joe, dal nonno della sua nuova moglie (e dal nome del padre dello stesso Robert Picardo). Al che Tom Paris osserva sarcasticamente che "ci sono voluti 33 anni per uscirsene con Joe?".

## Sviluppo
In un'intervista del 2020, Robert Picardo ha affermato che il suo agente gli aveva detto che era stato selezionato tra altri 900 attori che avevano fatto il provino per la parte.
(Robert Picardo, Star Trek)
Ha poi aggiunto di aver appreso per la prima volta che cos'è un ologramma dopo essere stato selezionato per il ruolo. «Ero confuso, non sapevo cosa significasse per il Dottore essere un ologramma o un programma per computer. Non capivo abbastanza la "scienza" di Star Trek, che si basa sulla scienza reale, anche se ancora non sappiamo come creare un ologramma "materiale". Così ho ottenuto la parte senza sapere affatto cosa mi aspettava».
Picardo inizialmente aveva fatto il provino per il ruolo di Neelix. Nonostante Ethan Phillips abbia ottenuto la parte, i produttori hanno chiesto a Picardo di tornare e fare un provino per il Dottore, cosa che lo ha un po' scioccato, perché di solito gli attori vengono completamente ignorati una volta scartati per una parte. Durante il provino per il ruolo del Dottore, a Picardo è stato chiesto solamente di dire: «Qualcuno ha dimenticato di interrompere il mio programma». Tuttavia ha aggiunto, improvvisando: «Sono un dottore, non... una luce notturna!». Picardo temeva inizialmente di aver rovinato le sue possibilità, perché improvvisare, ha spiegato, è una cosa che semplicemente "non si faceva" durante un provino.

## Interpreti

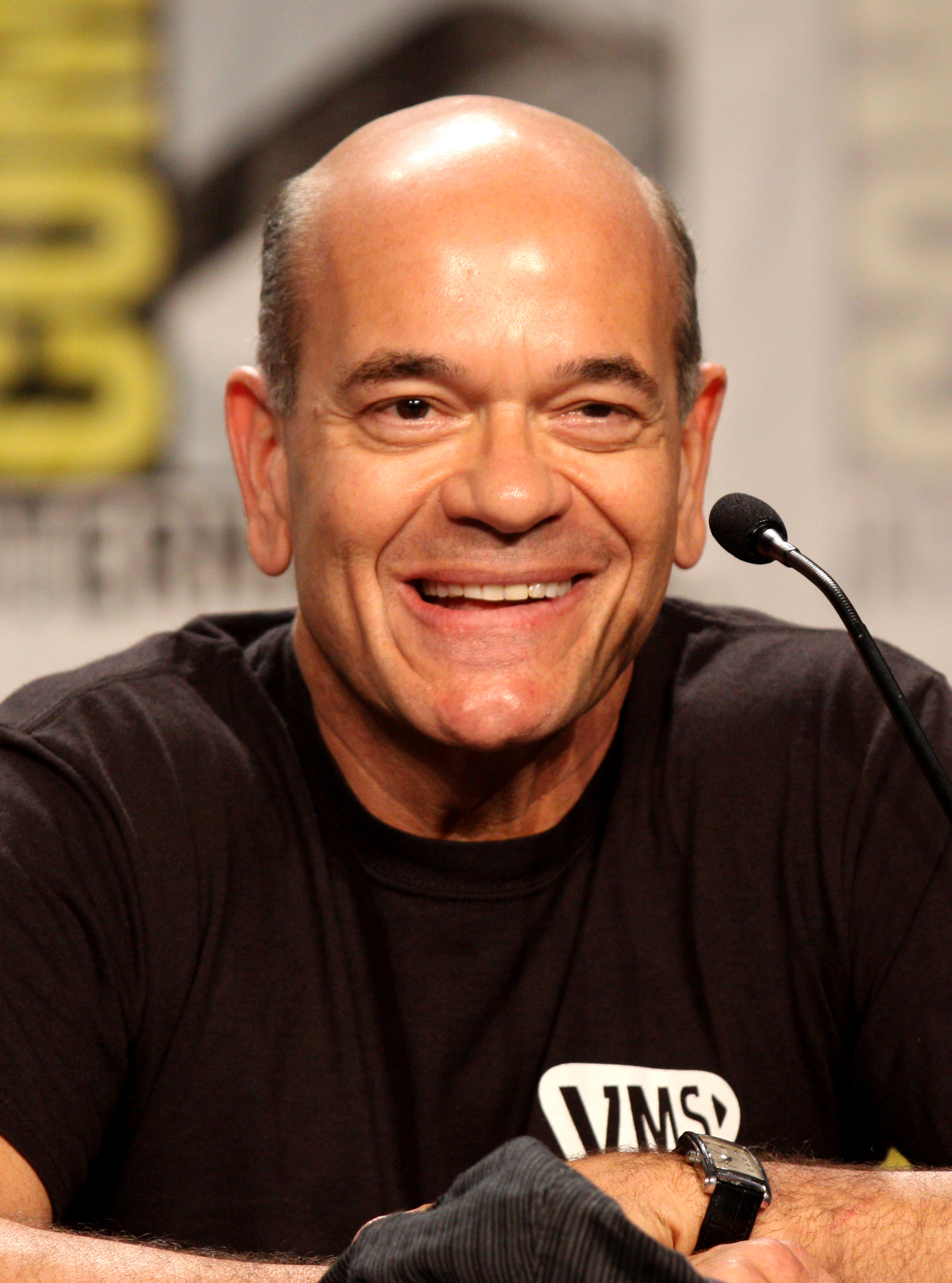
Robert Picardo, interprete del Dottore

Il Dottore viene interpretato dall'attore statunitense di origini italiane Robert Picardo. Picardo lo impersona dal 1995 al 2001 nella serie televisiva Star Trek: Voyager. L'attore interpreta 164 dei 168 episodi totali della serie, dirigendo inoltre gli episodi Un amore impossibile (Alter Ego, 1997), della terza stagione, e Un piccolo passo (One Small Step, 1999), della sesta stagione della serie, sceneggiando inoltre l'episodio La linea della vita (Life Line, 2000) sempre della sesta stagione. Riprenderà il personaggio nel film Primo contatto (Star Trek: First Contact, 1996), in cui interpreterà il medico olografico d'emergenza dell'astronave USS Enterprise NCC-1701-E, e nell'episodio Il Dottor Bashir, suppongo (Doctor Bashir, I Presume, 1997), della serie televisiva  Star Trek: Deep Space Nine. Nel 2024 il Dottore ricompare nella seconda stagione della serie televisiva animata Star Trek: Prodigy, doppiato originalmente sempre da Robert Picardo, in cui funge da training olografico, in sostituzione di Kathryn Janeway. Appare inoltre nei cortometraggi Roddenberry on Patrol di Tim Russ (2003) e Star Trek: The Experience - Borg Invasion 4D di Ty Granoroli (2004) e nel film per la televisione Star Trek Continuum di Dan Curry (1995). Picardo presta inoltre la voce al personaggio del Dottore nei due videogiochi del franchise Star Trek: Voyager - Elite Force (2001) e Star Trek Online (2010).
Oltre al Dottore olografico della Voyager, Robert Picardo ha interpretato anche tutte le altre incarnazioni del medico olografico di emergenza Tipo 1 e del suo creatore Lewis Zimmerman.
Nell'edizione in lingua italiana della serie televisiva Star Trek: Voyager, il medico olografico d'emergenza viene doppiato da Franco Zucca.

## Accoglienza
Nel 2013 la rivista Slate ha classificato il Dottore uno dei dieci migliori personaggi del franchise di Star Trek. Nel 2016 SyFy Wire ha classificato Il dottore come il secondo migliore dottore dello spazio di sei cast principali del franchise di Star Trek. Nel 2016 Wired ha classificato il personaggio al sedicesimo posto tra i più importanti personaggi della Flotta Stellare nell'universo fantascientifico di Star Trek. Nel 2018 TheWrap ha classificato il medico olografico della Voyager come ventiduesimo miglior personaggio di tutto Star Trek, commentando che il personaggio è un "ologramma sarcastico e oberato di lavoro", che trova anche il tempo per fare delle battute e aiutare i suoi compagni di squadra.

## Filmografia

### Cinema
- Primo contatto (Star Trek: First Contact), regia di Jonathan Frakes (1996)
- Roddenberry on Patrol, regia di Tim Russ - cortometraggio (2003)
- Star Trek: The Experience - Borg Invasion 4D, regia di Ty Granoroli - cortometraggio (2004)

### Televisione
- Star Trek: Voyager - serie TV, 164 episodi (1995-2001)
- Star Trek Continuum, regia di Dan Curry - film TV (1995)
- Star Trek: Deep Space Nine - serie TV, episodio 5x16 (1997)
- Star Trek: Prodigy - serie animata, 17 episodi (2024)

## Libri (parziale)

### Romanzi
- (EN) Stephen Edward Poe, A Vision of the Future, collana Star Trek: Voyager, New York, Pocket Books, 1998, ISBN 0671534815.
- (EN) Paul Ruditis, Companion, collana Star Trek: Voyager, New York, Pocket Books, 2003, ISBN 0743417518.
- (EN) Jeffrey Lang, Cohesion, collana Star Trek: Voyager, String Theory, vol. 1, New York, Pocket Books, 2005, ISBN 0743457188.
- (EN) Kirsten Beyer, Fusion, collana Star Trek: Voyager, String Theory, vol. 2, New York, Pocket Books, 2005, ISBN 1416509550.
- (EN) Heather Jarman, Evolution, collana Star Trek: Voyager, String Theory, vol. 3, New York, Pocket Books, 2006, ISBN 1416507817.
- (EN) Kirsten Beyer, The Eternal Tide, collana Star Trek: Voyager, New York, Pocket Books, 2012, ISBN 145166818X.
- (EN) Kirsten Beyer, Protectors, collana Star Trek: Voyager, New York, Pocket Books, 2014, ISBN 9781476738543.
- (EN) Kirsten Beyer, Atonement, collana Star Trek: Voyager, New York, Pocket Books, 2015, ISBN 9781476790817.

## Videogiochi
- Star Trek: Voyager - Elite Force (2001)
- Star Trek Online (2010)
- Star Trek Timelines (2020)